# 九六式二十四糎榴弾砲
九六式二十四糎榴弾砲（きゅうろくしきにじゅうよんせんちりゅうだんほう）は、大日本帝国陸軍が1936年（昭和11年）に制式化した榴弾砲（攻城砲）である。四五式二十四糎榴弾砲の後継として開発された。

## 概要
堅固な陣地を破壊するための砲である。大重量のため4つの部分に分解し、九五式十三屯牽引車で輸送する。砲床の設営に当たり、地面を掘り下げて工作する必要がないため短時間で設置できた。四五式二十四糎榴弾砲が40人を使用し10時間を要したが、本砲は4時間で済んだ。

## 製作
火砲の研究は、大正9年7月20日の参第三九八号研究方針によって開始された。このときに決定された方針では、四五式の他に新型火砲を要求しており、内容は最大射程10,000m、高低射界0から65度、方向射界約60度、移動砲床であることが要求された。
昭和8年末、威力をより向上させた火砲が必要とされた。同年10月、設計に着手し、大阪工廠にて逐次各部を製作した。昭和11年3月、運搬車その他の設計を行った。このときまでにのべ2400名が製作に携わった。同年7月、放列砲車が完成し、大阪工廠および大津川射場にて機能試験と射撃試験を実施した。試験の結果は平衡機の機能不良、砲床の抗力がやや欠けていることが判明した。11月には運搬車が完成。放列砲車の改修も完成したことから、大阪工廠と大津川射場で組立、機能試験、射撃試験を行った。この時の試験では、運搬車に若干の改修が必要であり、また砲床の抗力もまだ不十分だった。
昭和12年3月に改修が終了、再び前回と同じ場所で機能・射撃試験を行い、結果はおおむね良好だった。この後、若干の修正を施し、陸軍重砲兵学校にて、運動性の試験、操用の試験などを行った。続いて弾道性試験を委託した。

## 運用
昭和17年3月、九六式二十四糎榴弾砲を二門装備する独立重砲兵第二中隊は、バターン半島攻略に投入され、マニラ湾の要塞に対して砲撃を行い、これを破壊したのちにバターンへ転進した。
4月3日、第二次バターン半島攻略に参加、敵重要拠点に向けて砲撃、第四師団右翼の前進を支援した。4日に1門が腔発を起こし使用不能となった。そこで新たに九六式十五糎加農砲を2門装備し、4月12日、位置を暴露したコレヒドール島西端の砲兵に向け射撃、甚大な被害を負わせた。バターン半島からアメリカ軍は駆逐され、半島南方沖あいのコレヒドール要塞が残った。
コレヒドール島は1936年以降、地下構造と発電所を備えた近代要塞として整備され、30cmカノン砲8門、30cm榴弾砲12門、隣のフライレ島には砲塔式の36cmカノン砲4門などの強力な重砲群を擁した。守備兵力は12,000名であった。
独立重砲兵第二中隊は、コレヒドール島とカバロ島の指揮所、発電所などの重要施設のほか、砲台の破壊制圧を行った。また周辺海域の艦艇にも射撃を加えた。
特に30cm榴弾砲4門を備える、コレヒドール島南方のカバロ島、クレーギル要塞に対し、本砲は4度の制圧射撃を行った。射程は10,000m、すり鉢状の防護建造物の底に配置された敵砲に対し、気球と観測機による誘導のもと、砲撃を加えて2門を撃破した。総計124発を撃ち込んだものの残る2門は降伏まで反撃を続けた。砲撃戦は5月7日の敵の降伏まで続いた。
のち、命中個所を調査した際に、不発弾が多くみられた。弾量185kgと威力は大きいものの、砲弾の腔発、不発など、本砲は熟成された兵器とは言い難い面があった。

## 構造

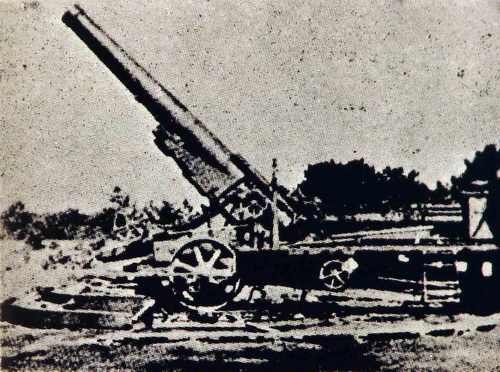
側面

本砲の構造は、下部の、巨大で後方へ長く延長された砲架の上に小架が乗り、小架には揺架匡（ようかきょう）、砲身が搭載されていた。この小架と砲身、揺架匡には駐退復座機が装備され、発砲時に可動して衝撃を吸収した。本砲は砲撃すると揺架匡の上を砲身が1m後座し、さらに揺架匡、砲身を搭載している小架も、駐退機によって砲架上を1.5m後方へ後座した。砲撃の反動を吸収し終えると、砲身は復座機によって元の位置へ推し進められた。また砲架上を後座していた小架から上の構造も、砲架に設けられた傾斜（5度）によって前方へ滑り降り、元の位置へ戻った。
二十四糎砲の砲身には単肉自緊砲身を用い、後端に箍（たが）を巻きはめた。この後箍の上部に二個の連結臂（れんけつひ・連結アームの意）を設け、駐退機と結合している。この下には接続楔溝（けつこう）を彫ってあり、これによって揺架体と結合した。砲身最後尾にある、薬室を閉鎖するための閉鎖機は螺式（ねじ状にはめ込む）であり、開閉はレバーによって行われた。
駐退機は砲の上方に2筒と、砲身下部の揺架匡内部に2筒と配置が分かたれている。これらは水圧式駐退器で、対桿式節制装置を持ち、性能は後座長約1mであった。上下の後座抗力の配分は、上部2筒が2、下部2筒が3とされた。復座機は無隔板式の水気圧復座機で、気体の気圧は75気圧だった。
揺架体は鋼製である。内部に独立して駐退器と復座機を収容している。揺架匡はU字型をしており、中央部に揺架耳（ようかじ）が作られていた。この揺架耳で小架と接続した。さらに高低照準用の歯弧、平衡器曳桿（えいかん）の連結部が設けられている。揺架匡の上部には準板（じゅんばん）があり、砲身をはめ込んで後退復座時に滑走させられるようになっている。
揺架匡の前方の托架（たくか）には駐退復座機の活塞桿（かっさいかん）を結合した。揺架耳の上部は、砲身上部の2筒の駐退器と接続しており、托架部を形成していた。
平衡機（へいこうき）は加圧式液体緊塞装置を用いた上で、空気の弾力を利用した。この空気平衡機は揺架匡下面と接続しており、前方へ力を加え、砲身や砲身との接続部品から構成される俯仰体の平衡を維持した。砲身が水平の際の、空気平衡機の内部気圧は107気圧だった。
小架は鋳鋼製で、左右両側面を整形されており、砲架の上に載せられている。この砲架との間に小架駐退器を装備した。これは、発砲の際に小架より上部の構造が、砲架に対して滑動し、後退運動を行うための装置だった。この小架駐退器は内部に管壁漏孔を持つ水圧式駐退器であり、基準後座長は1.5mだった。復座は砲架に設けられた5度の傾斜によって行う。これは砲身と砲身に接続する装置の自重によって、この傾斜上を前方へ自然に押し戻させるものであった。
小架の内部には砲身を俯仰させるための高低歯車があった。これを操作するため、小架右側に2個、左側に1個の操作ハンドルがついていた。右側面には角度板が装備されていた。
砲架は単一箭材式砲架である。両側板を結合し、後方へ長く伸ばしたものである。前方に大型の車輪があり、砲尾に滑輪2個を備えた。この滑輪を軌条上で滑らせ、方向転換を行った。車輪は車軸にバネ式の緩衝機構を持ち、運行中の損傷を防いだ。砲架の前部には小架駐退器を収容していた。
砲架後部の上面には弾丸台が設けられており、装填に用いた。この弾丸台の左側に揚弾機のクレーンが設けられている。砲架のこの部分には、両側面と後方に作業用の踏板が、また弾丸台の前方には移動式の踏板が着いていた。
照準機は高低と方向を定めるためのものであり、高低照準機は歯弧式である。ハンドルの回転により揺架匡の歯弧を回転させ、砲身を俯仰させた。歯輪軸の右側には摩擦板を設けられ、思わぬ衝撃に対して保護していた。方向照準機は摩擦利用式で、砲架左側の2個のハンドルを回転させ、砲架終端の滑輪を回転させた。これにより滑輪がレール上を滑り、砲身の方向を任意に変えることができた。
高低照準具は角度板を用いた。この角度板は小架右側に装着してあり、揺架耳の指針を読み取って分角を決定した。また象限儀も装着が可能だった。方向照準具は観準儀を用いた。これは四五式二十四糎榴弾砲を同様の構造であり、砲架左側に装備された。また砲床にも方向分角板を装着し、砲架右側の指針でこれを読み取ることができた。
砲床は分解式である。中心板、底板、扛起搭（こうきとう）、車輪受板、床板、副床板、軌条と軌条座などから構成されている。これを組み立てた上で砲架から上を搭載し、扛起搭に車軸を連結した。扛起搭は火砲の旋回の中心に位置した。
本砲は分解した上、牽引によって移動した。必要な牽引車は砲身車、小架車、砲架車である。砲床と付属品は3t積みの被牽引車6両に分載した。砲身車は前後車で構成される。両車ともバネ式の緩衝装置を持ち、砲身を運んだ。小架車は、前後車からなる。後車は揺架と揺架匡、小架を接続したものを運んだ。これに前車をつなげて移動させた。砲架車は、砲架に前車を接続して移動可能としたものである。移動には砲架の車輪を用いて後車を省略した。

## 運行から布陣まで
床材を敷設、砲床地を整地し、砲床を組み立てる。砲架車誘導のための導板を敷く。
砲架車を誘導し砲架車車軸と扛起搭を接続する。軌条を敷き、砲架車から前車を分離する。砲架を180度旋回させる。
小架車を誘導し、砲架前端と連結する。火砲の、小架合成体を引き揚げ、砲架の上にのせて結合する。車輌を分離する。砲架を180旋回させて元の位置に戻す。
砲身車を誘導する。準梁の上を介して揺架匡と接続する。砲身を徐々に巻き上げて揺架と接続する。こののち車輌を分離し、砲床を仕上げる。